# Caledoniscincus haplorhinus
Caledoniscincus haplorhinus är en ödleart som beskrevs av  Günther 1872. Caledoniscincus haplorhinus ingår i släktet Caledoniscincus och familjen skinkar. IUCN kategoriserar arten globalt som livskraftig. Inga underarter finns listade.